# Bukit-Bunga-Ban-Buketa-Brücke
Die Bukit-Bunga–Ban-Buketa-Brücke (Malaiisch: Jambatan Bukit Bunga–Ban Buketa, Thailändisch: สะพานบูเก๊ะตา, Englisch auch: Malaysia–Thailand Second Friendship Bridge) ist eine zweispurige Straßenbrücke, die den Kolok an der malaysisch-thailändischen Landesgrenze überspannt. Die Brücke verbindet den Ort Bukit Bunga im malaysischen Bundesstaat Kelantan mit dem Dorf (Ban) Buketa im Landkreis Waeng in der thailändischen Provinz Narathiwat. Es ist die neueste Brücke zwischen Thailand und Malaysia und die dritte Brücke nach der Harmony-Eisenbahnbrücke und der Rantau Panjang–Sungai Kolok Brücke (Malaysia–Thailand First Friendship Bridge) in Su-ngai Kolok über den Kolok. Das Projekt war eines der Kooperationsprojekte der Indonesia–Malaysia–Thailand Growth Triangle (IMT-GT).
Die Brücke kostete rund 9,2 Millionen Ringgit, wobei beide Länder jeweils die Hälfte zahlten und der Auftrag einem malaysischen Unternehmen zugesprochen wurde. Der Spatenstich für die Brücke wurde am 14. Oktober 2004 von den Premierministern der beiden Länder durchgeführt. Der weitere Bau musste jedoch um fast drei Jahre verschoben werden, da Unruhen in thailändischen Regionen den Bau unmöglich machten. Der eigentliche Bau dauerte nur elf Monate und die Brücke wurde am 21. Dezember 2007 von den Premiers Abdullah Ahmad Badawi und Surayud Chulanont eröffnet. 2016 wurde der Bau einer weiteren Brücke zwischen Malaysia und Thailand angekündigt.